# Festuca sommieri
Festuca sommieri là một loài thực vật có hoa trong họ Hòa thảo. Loài này được Litard. mô tả khoa học đầu tiên năm 1945.